# Annie Crépin
Pour les articles homonymes, voir Crépin.
Annie Crépin, née le 26 janvier 1947, est une historienne contemporanéiste française, spécialiste de l'histoire de l'armée et de la conscription en France.

## Biographie

### Carrière
Annie Crépin, née le 26 janvier 1947, est élève dans l'enseignement secondaire à Paris et poursuit des études d'histoire à la Sorbonne. Elle obtient le CAPES d'histoire-géographie en 1967 puis l'agrégation d'histoire en 1976. Elle est professeure dans l'enseignement secondaire, dans le Nord et dans le Val-de-Marne, de 1967 à 1991.
Elle soutient en 1990 sa thèse, dirigée par Michel Vovelle à l'Université Paris-I-Panthéon-Sorbonne et intitulée Levées d'hommes et esprit public en Seine-et-Marne de la Révolution à la fin de l'Empire (1791-1815). Élève de Michel Vovelle, Annie Crépin fait partie, selon Virginie Martin, de « la troupe de ses disciples, nés entre la fin des années 1940 et le début des années 1960, qui a investi les chaires universitaires dans les années 1990 », une « génération vovellienne ».
Annie Crépin devient maître de conférences en histoire contemporaine, d'abord à l'université de Lille en 1991, puis à l'université d'Artois quand celle-ci est fondée, en 1992. Elle soutient son habilitation à diriger des recherches en 1999 à l'université d'Artois. Ce travail est consacré à la conscription en France au XIXe siècle,. Annie Crépin reste à l'université d'Artois jusqu'à sa retraite en 2008.
Annie Crépin est engagée dans l'Église catholique, dans sa commune de résidence en tant que conseillère municipale et dans différentes associations humanitaires ou féministes.

### Historienne de la conscription
En 1998, Annie Crépin publie un ouvrage intitulé La conscription en débat, qui retrace les décisions et les discussions politiques en France sur la conscription de la loi Jourdan de 1798 qui instaure la conscription à la loi sur le recrutement militaire de 1889. L'ouvrage est divisé en quatre parties, chronologiques et thématiques, qui interrogent les principaux enjeux de la conscription, notamment son acceptation. Il résonne dans l'actualité, parce qu'il est publié au moment de la suspension du service militaire,,,,. Le livre qu'Annie Crépin publie en 2005, Défendre la France, élargit chronologiquement son propos, en remontant jusqu'au milieu du XVIIIe siècle à la défaite française de la guerre de Sept Ans et en aval jusqu'à la Première Guerre mondiale, intégrant ainsi la mise en place du service militaire obligatoire sous la Troisième République,,,,.
Son ouvrage suivant, Histoire de la conscription, publié en 2009, embrasse toute la période du service militaire en France, suivant un plan chronologique des premiers débats des Lumières au dernier conflit où participent massivement les conscrits, la guerre d'Algérie et à la suspension du service militaire en 1997, issue d'une acceptation déclinante de la conscription et de la nécessité de la professionnalisation,. Annie Crépin consacre deux livres à la conscription dans le département déjà étudié dans sa thèse, la Seine-et-Marne, à l'époque de la Révolution française, du Consulat et de l'Empire. Le premier d'entre eux, publié en 2008, couvre la période 1791-1797. Le second, édité en 2011, part de la loi Jourdan de 1798 et se termine avec les Cent-Jours, montrant les mécanismes précis des levées d'hommes, efficaces dans ce département,,,.
Annie Crépin co-dirige plusieurs ouvrages collectifs, comme les Mélanges en l'honneur de Jean-Paul Bertaud, un volume sur les intendants et les préfets dans le Nord-Pas-de-Calais,,, deux colloques de la société des études robespierristes consacrés aux rapports entre la citoyenneté et l'armée et aux villes assiégées de 1789 à 1815 et un recueil d'articles sur les attitudes face à l'occupation étrangère de 1789 à 1870,,.

## Publications principales

### Ouvrages personnels
- La conscription en débat : Le triple apprentissage de la nation, de la citoyenneté, de la République (1798 - 1889), Arras, Artois Presses Université, coll. « Histoire », 1998, 253 p. (ISBN 978-2-910663-28-5)[9],[10],[11],[12],[13].
- Défendre la France : Les Français, la guerre et le service militaire, de la guerre de Sept Ans à Verdun, Rennes, Presses universitaires de Rennes, coll. « Histoire », 2005, 431 p. (ISBN 978-2-7535-0070-9 et 978-2-7535-2385-2, DOI 10.4000/books.pur.17193, lire en ligne)[14],[15],[16],[17],[18].
- Révolution et armée nouvelle en Seine-et-Marne, 1791-1797, Paris, Comité des travaux historiques et scientifiques, coll. « CTHS-histoire », 2008, 463 p. (ISBN 978-2-7355-0660-6).
- Histoire de la conscription, Paris, Gallimard, coll. « folio histoire » (no 169), 2009, 528 p. (ISBN 978-2-07-034683-7, lire en ligne )[19],[20].
- Vers l'armée nationale : Les débuts de la conscription en Seine-et-Marne, 1798-1815, Rennes, Presses universitaires de Rennes, coll. « Histoire », 2011, 428 p. (ISBN 978-2-7535-1396-9 et 978-2-7535-6805-1, DOI 10.4000/books.pur.122337, lire en ligne)[21],[22],[23],[24].

### Ouvrages collectifs
- Annie Crépin et Philippe Boulanger, Le soldat-citoyen, Paris, coll. « La Documentation photographique » (no 8019), février 2001, 64 p. (présentation en ligne)[34].
- Michel Biard, Annie Crépin et Bernard Gainot (dir.), La plume et le sabre : Hommage offert à Jean-Paul Bertaud, Paris, Publications de la Sorbonne, coll. « Histoire moderne » (no 45), 2002 (ISBN 978-2-85944-439-6 et 979-10-351-0453-5, DOI 10.4000/books.psorbonne.64344, lire en ligne)[25].
- Annie Crépin, Jean-Marc Guislin et Alain Lottin (dir.), Intendants et préfets dans le Nord-Pas-de-Calais (XVIIe – XXe siècle), Arras, Artois Presses université, coll. « Histoire », 2002, 340 p. (présentation en ligne)[26],[27],[28].
- Annie Crépin, Jean-Pierre Jessenne et Hervé Leuwers (dir.), Civils, citoyens-soldats et militaires dans l'État-Nation: (1789 - 1815), Paris, Société des études robespierristes, coll. « Études révolutionnaires » (no 8), 2006, 175 p. (ISBN 978-2-908327-53-3 et 978-2-35145-016-1)[29].
- Annie Crépin, Jean-François Chanet et Christian Windler (dir.), Le temps des hommes doubles : Les arrangements face à l’occupation. De la Révolution française à la guerre de 1870, Rennes, Presses universitaires de Rennes, coll. « Histoire », 2013 (ISBN 978-2-7535-2110-0 et 978-2-7535-6915-7, DOI 10.4000/books.pur.134187, lire en ligne)[31],[32],[33].
- Annie Crépin, Bernard Gainot et Maxime Kaci (dir.), Villes assiégées dans l'Europe révolutionnaire et impériale : Actes du colloque de Besançon, 3-4 mai 2017, Paris, Société des études robespierristes, coll. « Études révolutionnaires » (no 20), 2019, 245 p. (ISBN 978-2-908327-98-4)[30].